# Глорія Гараюа
Глорія Гараюа (англ. Gloria Garayua, нар. 18 жовтня 1978) — американська акторка. Гараюа дебютувала у великому кіно в комедійному фільмі «Аферисти: Дік і Джейн розважаються» 2005 року, після чого стала відома ролями в довгострокових серіалах «Клієнт завжди мертвий», «Косяки» та «Щит», «Анатомії Грея», Cougar Town, «Як уникнути вбивства».

## Ранні роки
Глорія Гараюа народилася і виросла в районі Фордхем у Бронксі (Нью-Йорк). Батьки походять з Пуерто-Рико. Навчалась у початковій школі Св. Миколая Толентайнського та середній школі Академії Св. Катаріни, обидві в Бронксі.
Закінчила Університет Лонг-Айленда зі ступенем бакалавра акторської майстерності, отримавши диплом з відзнакою. За роль Аріель у фільмі «Буря» була номінована на премію імені Ірен Райан, де посіла 1-е місце серед національних альтернативних кандидатур. Вона приєдналася до Hermandad de Sigma Iota Alpha, Inc. у епізоді Xi.

## Акторська кар'єра
Глорія Гараюа переїхала до Каліфорнії у 2004 році після того, як отримала головну роль у фільмі Ніло Круза «Дві сестри та фортепіано» в театрі «Old Globe» у Сан-Дієго. Згодом вона переїхала до Лос-Анджелеса та отримала другорядну роль у фільмі «Аферисти: Дік і Джейн розважаються» вже через 2 тижні. Протягом цього часу вона також з'явилася в епізоді «NYPD Blue».
У 2007 році Гараюа знялася в епізоді «Анатомії Грея» в ролі інтернки на ім'я Грасіелла. Зрештою вона стала постійною запрошеною зіркою в шоу, з'явившись у 24 епізодах з 2007 по 2010 рік . У 2008 році вона зіграла роль Рейни у двох епізодах Showtime 's Weeds під назвою No Man is Pudding і The Three Cooler .
Інші відомі ролі — медсестра Чепел в «Американська домогосподарка», Медісон Янг у «Злочинні свідомість» , Віта Чакон у «Незрозумілій справі» та Глорія Ортіс у «Швидкій допомозі». Станом на 2020 рік Гараюа працювала в понад 35 різних телешоу.
Гараюа також брала участь у театральних виставах «Чарівна подорож» (кат. La Posada Magica) в South Coast Repertory, «Справжні жінки мають вигини» в CASA 0101, «Скрікер» на сцені Кеннеді-центру і «Ромео і Джульєтта» в театральному ансамблі Блумсбурга.

## Нагороди
У 2009 році Гараюа була номінована на премію «Найкраща жіноча головна роль» за версією театральних критиків Сан-Франциско.
Серіал «Виправити Пако», в якому Гараюа зіграла головну роль Марджі Фуентес, був номінований на премію «Найкращий вебсеріал 2013 року» в категорії «Драма». Серіал також був номінований у 2014 році на «Найкращий вебсеріал» у 3 категоріях: «Драма», «Комедія» та «Реаліті або інформаційний».

## Інша діяльність
Гараюа працювала приватною тренеркою з акторської майстерності в районі Лос-Анджелеса з 2005 року. Вона також викладала «Початкову та проміжну драму» в «Консерваторії образотворчого мистецтва для обдарованих і талановитих» Об'єднаного шкільного округу Лос-Анджелеса, «Дослідження сцени для дорослих для початківців» у «The Mauricio Ochmann Studio» у Північному Голлівуді, «Advanced On-Camera» Technique" в «Actor Training in LA» в Північному Голлівуді та «Teen Scene Study» в «John D'Aquino's Acting Studio» в Толука Лейк.
Гараюа грає на фортепіано для початківців, співає (меццо-сопрано), а також є танцюристкою середнього рівня в джазі та різних латиноамериканських стилях.

## Фільмографія

### Кіно
| рік  | Назва                              | Роль           | Примітки |
| ---- | ---------------------------------- | -------------- | -------- |
| 2005 | Аферисти Дік та Джейн розважаються | Бланка         |          |
| 2006 | Іноземна валюта                    | Долорес        | Короткий |
| 2007 | Бездомна доля                      | Пані. Сантьяго | Короткий |
| 2008 | Генрі Пул тут                      | Фанатка        |          |
| 2009 | Мати та дитя                       | Меліса         |          |
| 2010 | Швидше                             | хор госпел     |          |
| 2011 | Джен Х                             | Кепка          | Короткий |
| 2014 | STFU! Зупиніть гімн Catcalling     | Бос Леді       | Короткий |
| 2015 | Cartwheels і Backflips             | Пані Родрігес  | Короткий |
| 2015 | Я Гангстер                         | Ізабель Флорес |          |
| 2015 | Справедливе попередження           | жінка          | Короткий |
| 2016 | Водіння під час чорного            | Талула         |          |
| 2016 | Прокинься, Америко!                | Хімена         |          |
| 2016 | Нічим не примітний                 | Кортні         | Короткий |
| 2017 | Oui Oui Wee Wee                    | Tinder Girl #1 | Короткий |
| 2017 | Велика рогата худоба               | Пеггі          | Короткий |
| 2019 | Snoozefest                         | Мама Орена     | Короткий |
| 2020 | Чотири хороші дні                  | Детокс-ресепшн |          |
| 2020 | Токійські хрещені батьки           | Марія          |          |

### Серіали та телевізійні проекти
| Рік       | Назва                                                | Роль                     | Примітки                                        |
| --------- | ---------------------------------------------------- | ------------------------ | ----------------------------------------------- |
| 2004      | Поліція Нью-Йорка                                    | Анна                     | «Great Balls of Ire»                            |
| 2005      | Джої                                                 | Щаслива жінка            | «Joey and the Moving In»                        |
| 2005      | Щит                                                  | Concepcion               | «Ain't That a Shame»                            |
| 2005      | Клієнт завжди мертвий                                | Агнеса                   | «Time Flies»                                    |
| 2005      | Сильні ліки                                          | Жасмін                   | «It Takes a Clinic»                             |
| 2006      | 3 фунти                                              | Люсі Кане                | «Lost for Words»                                |
| 2007      | Мертва справа                                        | Віта Чакон               | «A Dollar, a Dream»                             |
| 2007–2010 | Анатомія Грей                                        | доктор Грасіелла Гузман  | Повторна роль (4-6 сезони)                      |
| 2008      | Косяки                                               | Рейна                    | «The Three Colors», «No Man Is Pudding»         |
| 2008      | Життя як вирок                                       | Роза                     | «Crushed»                                       |
| 2008      | Швидка допомога                                      | Глорія Ортіс             | «The High Holiday»                              |
| 2008      | Апостоли                                             | Берта                    | Телефільм                                       |
| 2009      | Raising the Bar                                      | Моніка                   | «I'll Be Down to Get You in a Taxi, Honey»      |
| 2009–10   | Seattle Grace: On Call                               | доктор Грасіелла Гузман  | Web series                                      |
| 2010      | Відчайдушні домогосподарки                           | Селія Соліс (30 років)   | «If…»                                           |
| 2010–11   | Звабливі та вільні                                   | Роза                     | «Makin' Some Noise», «Baby's a Rock 'N' Roller» |
| 2011      | Imagination Movers                                   | Ельф Керол               | «A Little Elf Esteem»                           |
| 2012      | Безсоромні                                           | Лорі                     | «A Bottle of Jean Nate»                         |
| 2012      | Касл                                                 | Джессі                   | «Once Upon a Crime»                             |
| 2012–2014 | Fixing Paco                                          | Марджі                   | TV series                                       |
| 2013      | Кістки                                               | Карлін Блейні            | «The Doom in the Gloom»                         |
| 2013      | Південна територія                                   | Рея Суарес               | «Bleed Out»                                     |
| 2013      | Різзолі та Айлз                                      | Джозі Гарсія             | «But I Am a Good Girl»                          |
| 2014      | Love That Girl!                                      | Ава Лопес                | «10.July.2014»                                  |
| 2014      | Легенди                                              | Спостерігачка ФБР №1     | «Lords of War»                                  |
| 2014      | Морська поліція: Лос-Анджелес                        | Амінта                   | «Black Budget»                                  |
| 2014      | Управління гнівом                                    | Ніккі                    | «Charlie and the Houseful of Hookers»           |
| 2015      | Криміналісти: мислити як злочинець                   | Медісон Янг              | «Rock Creek Park»                               |
| 2016      | The Fluffy Shop                                      | Кармен                   | TV film                                         |
| 2016      | За законами вовків                                   | Кристал                  | «Stay Close, Stick Together»                    |
| 2016      | Американська домогосподарка                          | Сестринська каплиця      | «The Nap»                                       |
| 2016–17   | Як уникнути покарання за вбивство                    | Детективка Бріанна Девіс | Повторна роль (3 сезон)                         |
| 2017      | Хороший лікар                                        | Соня                     | «Not Fake»                                      |
| 2017      | S.W.A.T.                                             | Софія                    | «Cuchillo»                                      |
| 2017      | Мисливці за головами                                 | Кароліна                 | «1.3», «1.6»                                    |
| 2019      | Снігопад                                             | Софі                     | 3 сезон                                         |
| 2019      | Розплата                                             | Сід Рамос                | 10 серій                                        |
| 2019      | Fate/Grand Order — Absolute Demonic Front: Babylonia | Кецалькоатль (голос)     | Англійський дубляж                              |
| 2022      | Cyberpunk: Edgerunners                               | Глорія (голос)           | Англійський дубляж                              |
| 2023      | Пов'язані любов'ю                                    | Доктор Марджі Фуентес    | Мінісеріал 5 серій                              |
| 2024      | Пошуки                                               | Софія Діаз               | Епізод: «Зникла безвісти, вважалася загиблою»   |
| 2024      | Дякую, наступний.                                    | Есра                     | Англійське озвучення (8 серій)                  |
| 2024      | Зорро (іспанський телесеріал)                        | На-Лін                   | Англійське озвучення (10 серій)                 |
| 2024      | Любов і переклад                                     | Дженніфер                | Англійське озвучення (13 серій)                 |

## писок літератури
1. ↑  Person Profile // Internet Movie Database — 1990.
2. ↑  Fuchs, Cynthia. Fun with Dick and Jane (2005). Pop Matters. Процитовано 25 жовтня 2016.
3. 1 2  Staff. SAG - Gloria Garayua (PDF). SAG. Screen Actors Guild. Процитовано 25 жовтня 2016.
4. ↑  Shirley, Don. 'Two Sisters and a Piano' returns in tune with times. Los Angeles Times. Процитовано 25 жовтня 2016.
5. ↑  BOUCHOUL, Sabine. Gloria Garayua, l'interne de "Grey's Anatomy", a fait une apparition remarquée dans l'épisode "L'échiquier Politique" d'Esprits Criminels diffusé le mercredi 28 octobre 2015 sur TF1. TF1. Процитовано 25 жовтня 2016.
6. ↑  Silver Stange, Ellen (10 березня 2016). New York State of Fame. Page Publishing Inc.
7. ↑  BWW News Desk. Scoop: AMERICAN HOUSEWIFE on ABC - Today, October 18, 2016. Broadway World. Процитовано 25 жовтня 2016.
8. ↑  Petski, Denise. ABC’s ‘Notorious’ Pilot Casts Kate Jennings Grant & J. August Richards; Gloria Garayua Joins ‘The Fluffy Shop’. Deadline. Процитовано 25 жовтня 2016.
9. ↑  Cohen, Robert; Sherman, Donovan (2016). Theatre: Brief Version (вид. 11th). McGraw Hill Higher Education. с. 275.
10. ↑  Stark, Clinton. San Francisco Bay Area Theatre Critics Circle announce 2009 nominees. Stark InSider. Процитовано 25 жовтня 2016.
11. ↑  Cueva, Maricela. MNIT's Web Series, Fixing Paco, nominated for 2013 Imagen Award (PDF). Mendez National Institute of Transplantation. Mendez National Institute of Transplantation. Архів оригіналу (PDF) за 26 жовтня 2016. Процитовано 25 жовтня 2016.
12. ↑  Dempsey, Liam (6 вересня 2022). Cyberpunk: Edgerunners Anime Reveals English Dub Cast, NSFW Trailer. Crunchyroll. Процитовано 6 вересня 2022.